# Сады скорпиона
«Сады скорпиона» — сюрреалистическая комедия советского режиссёра Олега Ковалова.

## Сюжет
Фильм представляет собой вольный монтаж из фрагментов нескольких десятков советских фильмов 1920—1960 гг.
Основная сюжетная линия взята из фильма «Случай с ефрейтором Кочетковым», однако герой, не выдержав того, что его невеста оказалась шпионкой, окончив службу по призыву, спивается на «гражданке» (для этого использованы кадры из сатирического антиалкогольного фильма «Настоящие друзья» (1960), где одну из ролей играл тот же актёр, а также научно-популярного фильма «Алкогольные психозы» (также 1960)).
Действие перемежается фрагментами из других фильмов, где реликты сталинской пропаганды и монументализма соседствуют с первыми признаками «оттепели» и даже выступлениями зарубежных артистов в СССР.